# 蘇厄德鎮區 (伊利諾伊州肯德爾)
蘇厄德鎮區（英語：Seward Township）是位於美國伊利諾伊州肯德爾縣的一個行政鎮區。

## 地方資料
根據2010年美國人口普查的數據，蘇厄德鎮區的面積為90.90平方千米，當中陸地面積為90.50平方千米，而水域面積為0.40平方千米。當地共有人口4716人，而人口密度為每平方千米51.88人。